# AFC U23アジアカップ
AFC U23アジアカップ（英: AFC U23 Asian Cup）は、アジアサッカー連盟（AFC）が主催する、23歳以下のナショナルチームによるサッカーの大陸選手権大会である。

## 概要
第1回大会は2014年1月11日から1月26日（予選は2012年）に開催された。夏季オリンピック開催年の大会は、オリンピックのサッカー競技男子サッカー、アジア最終予選を兼ねている。大会名称は、「AFC U-22選手権（AFC U-22 Championship）」(2013)「AFC U-23選手権（AFC U-23 Championship）」(2016-2020)と改称されたが、「アジアカップ」ブランドを向上させるため、全てのAFC主催の大会に「アジアカップ」の名前をつけることが決定したのに伴い、2022年大会から現在の大会名に変更された。
AFCは2028年以降、FIFAワールドカップ開催年は実施せず、4年に1度開催するとした。

## 開催方式
第1回大会は、以下の方式で行われた。
- 本大会は開催国1チーム及び予選を勝ち抜いた15チーム計16チームで実施される。
- 予選は7グループに分かれ、各組上位2チーム及び各第3位チームの中で最高成績の1チームが本大会に出場する。
- 本大会を開催する国は、地域を順に入れ替えて行う。第1回大会をどの地域で行うかは抽選で決定する。
- 競技場は3ないし4箇所を利用し、2つ以内の市で実施するものとする。
- 16日間で実施される。
- シード順はAFC U-19選手権2010の成績をもとに決定する。
- またこれと同時に、AFC U-16選手権について、それより上位の年齢の大会に出場した選手は、以後AFC U-16選手権に参加できないものとされた。

なお、夏季オリンピック開催年に行われる大会（過去2016年
、2020年、2024年）はその出場権をかけたアジア地区最終予選大会を兼ねるものとして、上位チームにオリンピック本戦の出場権を与える。
AFCは2022年大会より、オリンピック予選を兼ねない年（西暦を4で割って2余る年）の大会については、翌年に実施されるAFCアジアカップの準備を兼ねてその開催国にて開催するものとした。ただし2022年大会（2023年アジアカップの開催国である中華人民共和国で開催予定であった）については、同国での開催が困難であるとして別の開催国を募集するものとした。

## 結果
| 回 | 開催年 | 開催国         |                | 決勝戦    | 決勝戦         | 決勝戦         |           | 3位決定戦      | 3位決定戦            | 3位決定戦 |  | 出場 国数 |
| 回 | 開催年 | 開催国         | 優勝           | 結果      | 準優勝         | 3位            | 結果      | 4位            |                      |           |  | 出場 国数 |
| -- | ------ | -------------- | -------------- | --------- | -------------- | -------------- | --------- | -------------- | -------------------- | --------- |  | --------- |
| 1  | 2014年 | オマーン       |                | イラク    | 1 - 0          | サウジアラビア |           | ヨルダン       | 0 - 0 aet (PK 3 - 2) | 韓国      |  | 16        |
| 2  | 2016年 | カタール       | 日本           | 3 - 2     | 韓国           | イラク         | 2 - 1 aet | カタール       | 16                   |           |  |           |
| 3  | 2018年 | 中国           | ウズベキスタン | 2 - 1 aet | ベトナム       | カタール       | 1 - 0     | 韓国           | 16                   |           |  |           |
| 4  | 2020年 | タイ           | 韓国           | 1 - 0 aet | サウジアラビア | オーストラリア | 1 - 0     | ウズベキスタン | 16                   |           |  |           |
| 5  | 2022年 | ウズベキスタン | サウジアラビア | 2 - 0     | ウズベキスタン | 日本           | 3 - 0     | オーストラリア | 16                   |           |  |           |
| 6  | 2024年 | カタール       | 日本           | 1 - 0     | ウズベキスタン | イラク         | 2 - 1 aet | インドネシア   | 16                   |           |  |           |
| 7  | 2026年 | サウジアラビア |                |           |                |                |           |                |                      |           |  |           |

### オリンピック出場権獲得
| 開催年 | アジアカップ 開催国 | オリンピック 開催地 | 出場枠         | 出場国                                                |
| ------ | ------------------- | ------------------- | -------------- | ----------------------------------------------------- |
| 2016年 | カタール            | リオデジャネイロ    | 3              | 日本 · 韓国 · イラク                                  |
| 2020年 | タイ                | 東京                | 3 +1(開催国枠) | 日本(開催国) · 韓国 · サウジアラビア · オーストラリア |
| 2024年 | カタール            | パリ                | 3.5            | 日本 · ウズベキスタン · イラク                        |

## 統計

### 代表別通算成績
| 順 | 国・地域名     | 優 | 準 | 三 | 四 | 計 |
| -- | -------------- | -- | -- | -- | -- | -- |
| 1  | 日本           | 2  | 0  | 1  | 0  | 3  |
| 2  | ウズベキスタン | 1  | 2  | 0  | 1  | 4  |
| 3  | サウジアラビア | 1  | 2  | 0  | 0  | 3  |
| 4  | 韓国           | 1  | 1  | 0  | 2  | 4  |
| 5  | イラク         | 1  | 0  | 2  | 0  | 3  |
| 6  | ベトナム       | 0  | 1  | 0  | 0  | 1  |
| 7  | カタール       | 0  | 0  | 1  | 1  | 2  |
| 7  | オーストラリア | 0  | 0  | 1  | 1  | 2  |
| 9  | ヨルダン       | 0  | 0  | 1  | 0  | 1  |
| 10 | インドネシア   | 0  | 0  | 0  | 1  | 1  |

- データは2024年大会終了時点
- 太字は優勝経験のある国・地域で、太数字は最多記録

### 優勝回数
| 回数 | 国名           | 年        |
| ---- | -------------- | --------- |
| 2    | 日本           | 2016,2024 |
| 1    | イラク         | 2013      |
| 1    | ウズベキスタン | 2018      |
| 1    | 韓国           | 2020      |
| 1    | サウジアラビア | 2022      |

## 表彰
| 大会 | 大会MVP                      | 得点王                         | 得点数 | 大会ベストGK               | フェアプレー賞 |
| ---- | ---------------------------- | ------------------------------ | ------ | -------------------------- | -------------- |
| 2013 | アムジャド・カラフ           | カーヴェ・レザーイー           | 5      | 表彰なし                   | 韓国           |
| 2016 | 中島翔哉                     | アフマド・アラエルディン       | 6      | 表彰なし                   | 日本           |
| 2018 | オディルジョン・ハムロベコフ | アルモエズ・アリ               | 6      | 表彰なし                   | ベトナム       |
| 2020 | 元斗才                       | ジャルーンサック・ウォンゴーン | 3      | 宋範根                     | サウジアラビア |
| 2022 | アイマン・ヤヒヤ             | 趙英旭                         | 3      | ナワフ・アル＝アキディ     | サウジアラビア |
| 2024 | 藤田譲瑠チマ                 | アリ・ジャシム                 | 4      | アブドゥフォイド・ネマトフ | ウズベキスタン |